# Alessio Foconi
Alessio Foconi (Roma, 22 de noviembre de 1989) es un deportista italiano que compite en esgrima, especialista en la modalidad de florete.
Participó en dos Juegos Olímpicos de Verano, obteniendo una medalla de plata en París 2024, en la prueba por equipos (junto con Guillaume Bianchi, Filippo Macchi y Tommaso Marini), y el quinto lugar en Tokio 2020, en la misma prueba.
Ganó seis medallas en el Campeonato Mundial de Esgrima entre los años 2017 y 2025, y ocho medallas en el Campeonato Europeo de Esgrima entre los años 2017 y 2025.
En los Juegos Europeos obtuvo tres medallas, dos en Bakú 2015, oro individual y plata por equipos, y oro en Cracovia 2023 (equipo).

## Palmarés internacional
| Juegos Olímpicos   | Juegos Olímpicos      | Juegos Olímpicos  | Juegos Olímpicos    |
| Año                | Lugar                 | Medalla           | Prueba              |
| ------------------ | --------------------- | ----------------- | ------------------- |
| 2024               | París (Francia)       | Medalla de plata  | Florete por equipos |
| Campeonato Mundial |                       |                   |                     |
| Año                | Lugar                 | Medalla           | Prueba              |
| 2017               | Leipzig (Alemania)    | Medalla de oro    | Florete por equipos |
| 2018               | Wuxi (China)          | Medalla de oro    | Florete individual  |
| 2018               | Wuxi (China)          | Medalla de oro    | Florete por equipos |
| 2019               | Budapest (Hungría)    | Medalla de bronce | Florete por equipos |
| 2022               | El Cairo (Egipto)     | Medalla de oro    | Florete por equipos |
| 2025               | Tiflis (Georgia)      | Medalla de oro    | Florete por equipos |
| Juegos Europeos    |                       |                   |                     |
| Año                | Lugar                 | Medalla           | Prueba              |
| 2015               | Bakú (Azerbaiyán)     | Medalla de oro    | Florete individual  |
| 2015               | Bakú (Azerbaiyán)     | Medalla de plata  | Florete por equipos |
| 2023               | Cracovia (Polonia)    | Medalla de oro    | Florete por equipos |
| Campeonato Europeo |                       |                   |                     |
| Año                | Lugar                 | Medalla           | Prueba              |
| 2017               | Tiflis (Georgia)      | Medalla de bronce | Florete por equipos |
| 2018               | Novi Sad (Serbia)     | Medalla de plata  | Florete por equipos |
| 2019               | Düsseldorf (Alemania) | Medalla de oro    | Florete individual  |
| 2019               | Düsseldorf (Alemania) | Medalla de bronce | Florete por equipos |
| 2022               | Antalya (Turquía)     | Medalla de oro    | Florete por equipos |
| 2024               | Basilea (Suiza)       | Medalla de plata  | Florete individual  |
| 2024               | Basilea (Suiza)       | Medalla de bronce | Florete por equipos |
| 2025               | Génova (Italia)       | Medalla de oro    | Florete por equipos |